# WR 22
WR 22, còn được gọi là V429 Carinae hoặc HR 4188, là hệ thống sao eclipsing binary trong chòm sao Carina. Hệ thống này có ngôi sao Wolf-Rayet (WR) là một trong những ngôi sao sao lớn nhất và sao sáng nhất, và cũng là nguồn sáng x quang do gió va chạm với bạn đồng hành lớp O ít ồn ào hơn.

## Hệ thống
Hệ thống WR 22 chứa hai ngôi sao lớn quay quanh 80 ngày một lần. Phổ và độ sáng bị chi phối bởi chính, trong đó có một loại phổ của WN7h, chỉ ra rằng nó là một ngôi sao WR trên trình tự nitơ, nhưng cũng với các dòng hydro trong quang phổ của nó. Điểm thứ hai là một ngôi sao O9 xuất hiện để có lớp độ sáng phổ của sao khổng lồ, nhưng độ sáng của sao chuỗi chính.
Có một eclipse nông phát hiện khi đi tiểu ở phía trước của trung học, mà sẽ được phân loại như nhật thực thứ cấp. Tuy nhiên, không có nhật thực chính nào được phát hiện, được cho là do sự lệch tâm của hệ thống đặt các ngôi sao xa nhau hơn khi nhật thực sơ cấp xảy ra. Sự phân tách các ngôi sao thay đổi từ trên 500 R☉ xuống dưới 150 R☉. Điều này hạn chế mạnh mẽ các khuynh hướng có thể xảy ra của hệ thống.

## Thuộc tính
Khối lượng của hai ngôi sao có thể được xác định khá chính xác bởi vì WR 22 là một nhị phân lu mờ. Nó là một trong những hệ thống sao khổng lồ nhất được đo bằng cách này chứ không phải bởi các giả định về sự tiến hóa sao. Mặc dù vậy, khối lượng động học bắt nguồn từ quỹ đạo thay đổi từ trên 70 khối lượng mặt trời  tới 60 khối lượng mặt trờicho khối lượng chính và khoảng 21-27 khối lượng mặt trời cho...